# Neo pop

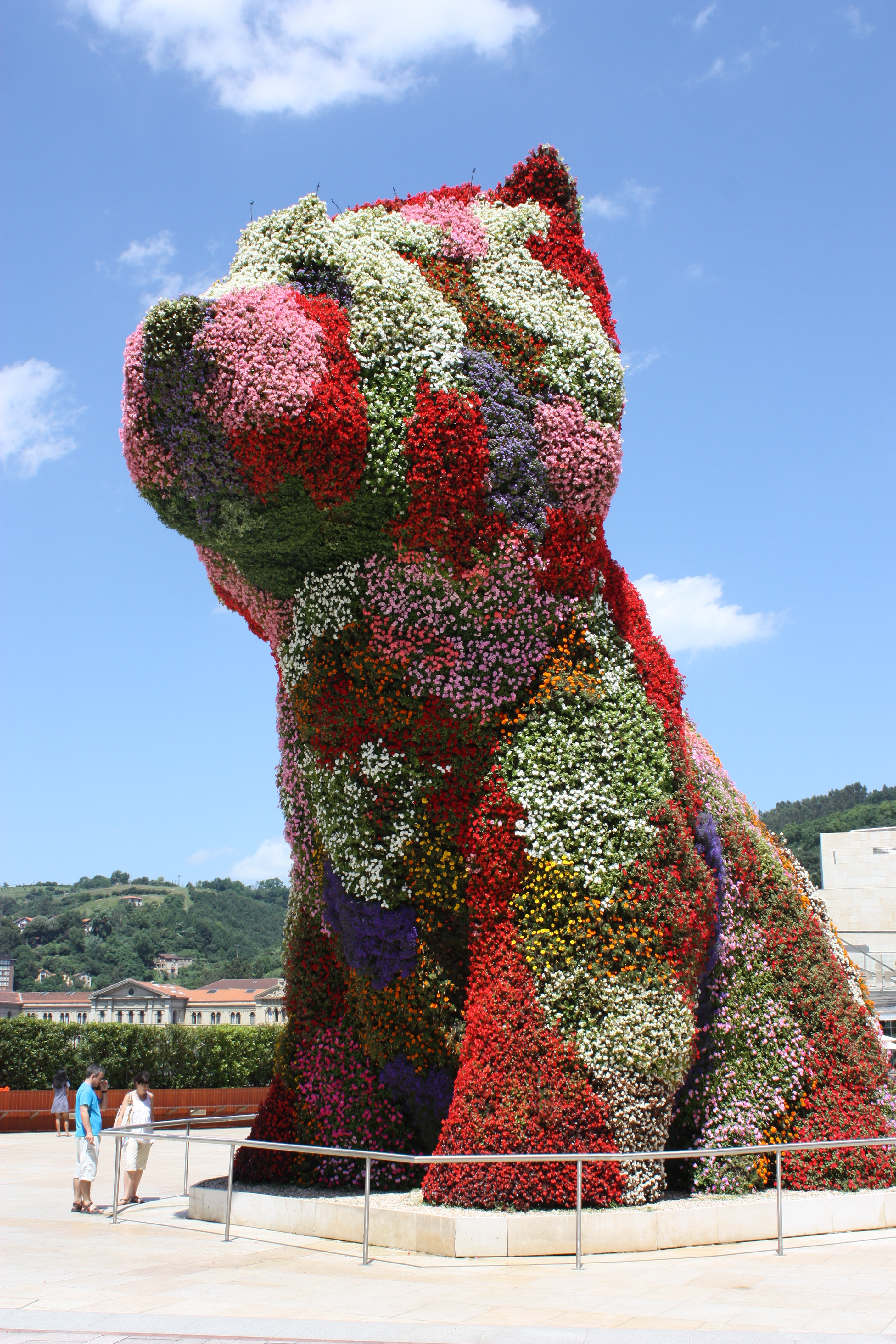
"Puppy" por Jeff Koons, Museo Guggenheim, Bilbao, Vizcaya, España, julio de 2010

El neo pop es un movimiento artístico que data de los ochenta del siglo XX. Al contrario de lo que se cree habitualmente, el neo pop (o neopopart) no es solo una versión actualizada del movimiento artístico Arte pop que se dio en los años sesenta y setenta. Aunque las bases son muy parecidas en muchos casos, principalmente el uso de imágenes de la cultura popular y de los medios de comunicación de masas, lo cierto es que el neo-pop va mucho más allá. Debido a la disponibilidad de imágenes mediáticas desde el arte pop ha crecido exponencialmente, también lo ha hecho las maneras de usarlas. No solo hay más fuentes, sino que el arte en general ha cambiado mucho en estos treinta años, y actualmente todo es posible. No solo los nuevos materiales aplicados, sino también la combinación de imágenes de diferentes periodos de la historia.
Todos los artistas neo pop tienen en común el asumir la iconografía de la historieta, los dibujos animados, los medios de comunicación de masas o los anuncios publicitarios.
Algunos artistas neo-pop son Jeff Koons, Keith Haring, Giuseppe Veneziano, los estadounidenses de la figuración graffiti Kenny Scharf y Lee Quinones; Mark Kostabi, Robert Combas (y, en general, todos los artistas franceses de la figuración libre popular) así como Daniel Authouart. En LatinoAmérica algunos de los representantes más expresivos son Romero Britto y Victor Castillo.